# قائمة أنواع الفطر المحاري
هذه قائم ببعض أنواع الفطر المحاري
- فطر محاري صفيلحي (باللاتينية:  Pleurotus  abalonus)
- فطر محاري تنوبي (باللاتينية:  Pleurotus  abieticola)
- فطر محاري مستدق (باللاتينية:  Pleurotus  acerosus)
- فطر محاري مبيض (باللاتينية:  Pleurotus  albidus)
- فطر محاري أسترالي (باللاتينية:  Pleurotus  australis)
- فطر محاري محجب (باللاتينية:  Pleurotus  calyptratus )
- فطر محاري ليموني (باللاتينية:  Pleurotus citrinopileatus)
- فطر محاري كولومبي (باللاتينية:  Pleurotus  columbinus)
- فطر محاري قرن الوفرة (باللاتينية:  Pleurotus  cornucopiae )
- فطر محاري كيسي (باللاتينية:  Pleurotus cystidiosus)
- فطر محاري جامور (باللاتينية:  Pleurotus  djamor )
- فطر محاري سندياني (باللاتينية:  Pleurotus  dryinus)
- فطر محاري ايرنغي (باللاتينية:  Pleurotus eryngii)
- فطر محاري ذو رائحة (باللاتينية:  Pleurotus  euosmus)
- فطر محاري حلتيتي (باللاتينية:  Pleurotus  ferulae )
- فطر محاري مروحي (باللاتينية:  Pleurotus  flabellatus )
- فطر محاري فلوريدا (باللاتينية:  Pleurotus  florida)
- فطر محاري حفيري (باللاتينية:  Pleurotus  fossulatus)
- فطر محاري حريشفي قاتم (باللاتينية:  Pleurotus  fuscosquamulosus)
- فطر محاري ليفي (باللاتينية:  Pleurotus  levis)
- فطر محاري نبرودي (باللاتينية:  Pleurotus nebrodensis) - مهدد بالانقراض
- فطر محاري صباري (باللاتينية:  Pleurotus  opuntiae)
- فطر محاري (باللاتينية:  Pleurotus ostreatus)
- فطر محاري حوري (باللاتينية:  Pleurotus populinus)
- فطر محاري رئوي (باللاتينية:  Pleurotus pulmonarius)
- فطر محاري بنفسجي زيتوني (باللاتينية:  Pleurotus  purpureo-olivaceus)
- فطر محاري رتانبوري (باللاتينية:  Pleurotus  rattenburyi )
- فطر محاري سلموني قشي (باللاتينية:  Pleurotus  salmoneo-stramineus )
- فطر محاري سلموني (باللاتينية:  Pleurotus  salmonicolor )
- فطر محاري لاذع (باللاتينية:  Pleurotus  sapidus )
- فطر محاري سميثي (باللاتينية:  Pleurotus  smithii)
- فطر محاري الدرنة الملكية (باللاتينية:  Pleurotus  tuber-regium)

## ثبت المراجع
1. ↑  بنك معلومات الفطريات عن الفطر المحاري تاريخ الولوج 27 مارس 2012 نسخة محفوظة 27 يناير 2020 على موقع واي باك مشين.